# Gabriel Furtado
Gabriel Vinicius de Oliveira Furtado, noto semplicemente come Gabriel Furtado (Taubaté, 9 dicembre 1999), è un calciatore brasiliano, centrocampista del Borneo in prestito dal Confiança.

## Caratteristiche tecniche
Centrocampista dalle attitudini prettamente difensive, dichiara di ispirarsi a Felipe Melo, suo compagno di squadra al Palmeiras. Per via di questa somiglianza viene soprannominato Pitbull.

## Carriera

### Club
Nato ad Taubaté, ha iniziato la propria carriera nelle giovanili del São Carlos per poi essere acquistato nel 2014 dal Paraná. Ha esordito con la prima squadra il 25 novembre 2016 disputando l'incontro di Série B perso 2-0 contro il Tupi.
Il 22 marzo 2017 viene ceduto in prestito al Palmeiras, con cui debutta il 25 giugno seguente disputando il match di Série A vinto 2-1 contro il Ponte Preta.
Al termine della stagione viene acquistato a titolo definitivo dal club paulista.

### Nazionale
Nel 2019 è stato convocato dalla Nazionale Under-20 per disputare il Sudamericano Sub-20 2019.

## Palmarès
- Campionato brasiliano: 1

Palmeiras: 2018